# Richie Valentino
Richie Valentino es un músico, compositor, productor discográfico, promotor y doblajista estadounidense, reconocido por aportar su voz en el videojuego de Rockstar Games Grand Theft Auto Vice City Stories, por producir ejecutivamente la serie de conciertos Jones Beach Latin en Long Island y por promover eventos y presentaciones en territorio estadounidense de artistas latinos como Don Omar, Pitbull, Tego Calderón y Prince Royce, entre otros. En 2020 publicó el álbum Multiple Personality en calidad de solista.

## Biografía

### Primeros años e inicios
Valentino nació en Queens, Nueva York, y en su adolescencia se mudó a Long Island para ingresar en el Nassau Community College y más adelante en la Universidad de Stony Brook. Durante esta etapa empezó a organizar eventos musicales y artísticos, marcando lo que se convertiría en una de sus principales profesiones. A finales de la década de 2000, Valentino se vinculó profesionalmente con la agencia de modelos Modelling Co., donde trabajó con los productores dominicanos Jessy y Ulysses Terrero para incluir a sus modelos en vídeoclips de artistas como Lil Wayne, 50 Cent y Cam'ron.

### Carrera
Luego de aportar su voz en el videojuego de Rockstar Games de 2006 Grand Theft Auto Vice City Stories, en 2008 se convirtió en promotor del club nocturno Sambuca, donde se encargó de concretar presentaciones de artistas latinos como Nina Sky, Kat DeLuna y Jowell & Randy. En 2010 inició su labor como productor ejecutivo del evento Jones Beach Latin, una serie de conciertos realizada anualmente en Long Island dedicada a la comunidad latina de la región.
En 2012 inició su carrera como músico solista con la canción «Dale Chocolate», una colaboración con el cantante de reguetón Don Chezina. Un año después se presentó con el mencionado músico y productor en el Madison Square Garden. Otros artistas con los que ha trabajado Valentino como promotor incluyen a Arcángel, Plan B, Alex Sensation, De La Ghetto, Tony Dize, Pitbull y Don Omar. En 2020 publicó su primer Extended Play en calidad de solista, titulado Multiple Personality. El disco fue producido por Valentino en su estudio de grabación Studio Square Recordings en Astoria, Queens. En mayo de 2022 colaboró con el artista Pierre Parle en el sencillo «Baila cubana».
En una entrevista con el portal Respect, Valentino mencionó a los artistas Nas, Kanye West, Jodeci y The Notorious B.I.G. como sus principales influencias musicales.

## Discografía

### Álbumes y Extended Plays
| Año  | Título               | Notas         |
| ---- | -------------------- | ------------- |
| 2020 | Multiple Personality | Independiente |

### Sencillos
| Año  | Título           | Notas                         |
| ---- | ---------------- | ----------------------------- |
| 2012 | «Dale Chocolate» | Con Don Chezina               |
| 2019 | «Chemistry»      | Con Dynasty                   |
| 2019 | «Pum Pum Party»  | Con Blue Diamond y Van Hardey |
| 2020 | «Quarantined»    |                               |
| 2020 | «Tiddys»         | Con Blue Diamong y Jim Jones  |

## Filmografía

### Videojuegos
| Año  | Título                              | Papel |
| ---- | ----------------------------------- | ----- |
| 2006 | Grand Theft Auto: Vice City Stories | Voz   |